# Педурень (Віктор-Влад-Деламаріна, Тіміш)
Педурень, Педурені (рум. Pădureni) — село у повіті Тіміш в Румунії. Входить до складу комуни Віктор-Влад-Деламаріна.
Село розташоване на відстані 352 км на північний захід від Бухареста, 56 км на схід від Тімішоари.

## Населення
За даними перепису населення 2002 року у селі проживала 231 особа.
Національний склад населення села:
| Національність | Кількість осіб | Відсоток |
| -------------- | -------------- | -------- |
| українці       | 107            | 46,3%    |
| румуни         | 88             | 38,1%    |

Рідною мовою назвали:
| Мова       | Кількість осіб | Відсоток |
| ---------- | -------------- | -------- |
| українська | 103            | 44,6%    |
| румунська  | 91             | 39,4%    |